# Malinees honkbalteam

Vlag van Mali.

Het Malinees honkbalteam is het nationale honkbalteam van Mali. Het team vertegenwoordigt Mali tijdens internationale wedstrijden. Het Malinees honkbalteam hoort bij de Afrikaanse Honkbal & Softbal Associatie (AHSA).